# Distribució de Kumaraswamy
En probabilitat i estadística, la distribució doble acotada de Kumaraswamy és una família de distribucions de probabilitat contínues definides a l'interval (0,1). És similar a la distribució Beta, però molt més senzill d'utilitzar especialment en estudis de simulació ja que la seva funció de densitat de probabilitat, funció de distribució acumulada i funcions quantils es poden expressar en forma tancada. Aquesta distribució va ser proposada originalment per Poondi Kumaraswamy per a variables que estan limitades inferior i superior amb una inflació zero. Això es va estendre a les inflacions als dos extrems [0,1] en el treball posterior amb S. G . Fletcher.

## Caracterització

### Funció de densitat de probabilitat[3]
La funció de densitat de probabilitat de la distribució de Kumaraswamy sense tenir en compte cap inflació és
{\displaystyle f(x;a,b)=abx^{a-1}{(1-x^{a})}^{b-1},\ \ {\mbox{where}}\ \ x\in (0,1),} i on a i b són paràmetres de forma no negatius.

### Funció de distribució acumulada
La funció de distribució acumulada és
{\displaystyle F(x;a,b)=\int _{0}^{x}f(\xi ;a,b)d\xi =1-(1-x^{a})^{b}.\ }

## Exemple
Un exemple de l'ús de la distribució de Kumaraswamy és el volum d'emmagatzematge d'un dipòsit de capacitat z el límit superior del qual és zmax i el límit inferior és 0, que també és un exemple natural per tenir dos inflacions, ja que molts embassaments tenen probabilitats diferents de zero per a tots dos buits. i estats d'embassament plens.